# Pieter Harting (bioloog)

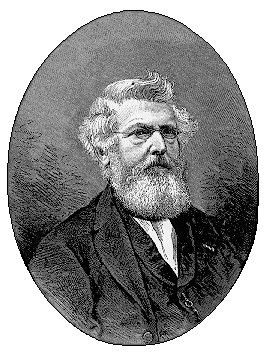
Pieter Harting

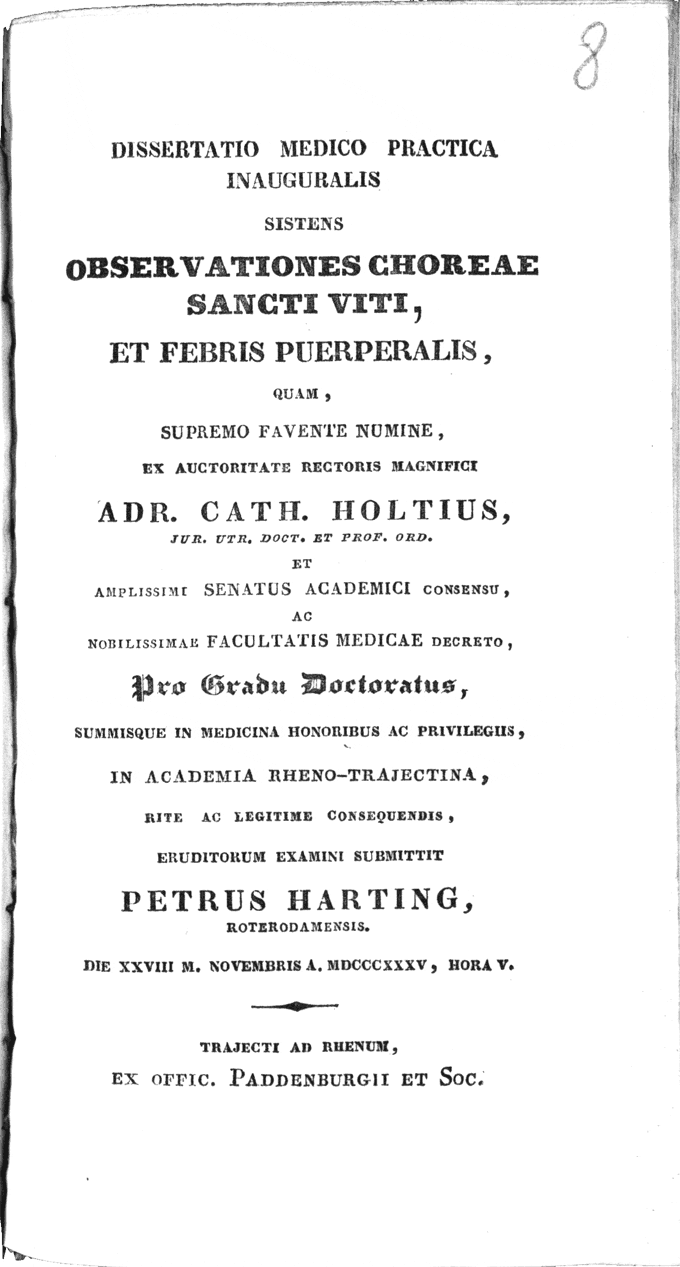
Geneeskundig proefschrift Utrecht 1835: Dissertatio Medico Practica / Inauguralis / sistens / OBSERVATIONES CHOREAE / SANCTI VITI, / ET FEBRIS PUERPERALIS, waarnemingen over St. Vitus dans (Chorea van Sydenham) en kraamvrouwenkoorts.

Pieter Harting (Rotterdam, 27 februari 1812 – Amersfoort, 3 december 1885) was een Nederlands bioloog, arts, farmacoloog, wiskundige, methodoloog en hydroloog. Hij is vooral bekend vanwege zijn biologische werk, zijn verbeterde ontwerpen van microscopen en zijn studies naar de ondergrond van West- en Midden Nederland.

## Biografie
Hartings vader was koopman maar overleed al toen Pieter zeven jaar oud was. Omdat hij al op jonge leeftijd geïnteresseerd was in natuur- en scheikunde liet zijn moeder hem privélessen volgen en vanaf 1823 bezocht hij de Van Kinsbergenschool in Elburg. In 1828 begon hij aan de Universiteit Utrecht medicijnen te studeren, een vakgebied waarin hij in 1835 promoveerde. Na enkele jaren als arts in Oudewater te hebben gewerkt werd hij in 1841 hoogleraar geneeskunde aan het Athenaeum van Franeker. In 1837 trouwde hij met Catharina Susanna Goetzee.
Na de sluiting van het Athenaeum in 1843 vond Harting werk aan de Universiteit Utrecht, eerst als buitengewoon hoogleraar en vanaf 1846 als gewoon hoogleraar in de farmacologie en plantenfysiologie. In 1846 wijzigde hij zijn leeropdracht in wiskunde en proefondervindelijke wijsbegeerte, vanaf 1855 ook dierkunde. In 1856 werd hij directeur van het dierkundig museum. Harting was lid van de Koninklijke Nederlandse Akademie van Wetenschappen en kreeg een eredoctoraat uitgereikt van de universiteit van Leiden. Hij ging in 1875 met emeritaat en stierf in 1885 aan de gevolgen van een beroerte.
Als deskundige had Harting zitting in vele commissies. Samen met Jacob van Breda, Friedrich Miquel en Winand Staring zat hij in de eerste commissie voor het maken van een geologische kaart van Nederland, die in 1852 was ingesteld door Thorbecke.
Harting was naast zijn onderzoek ook politiek en maatschappelijk actief, hij schreef een aantal artikelen over het lot van de werkende klasse en het volksonderwijs en steunde de Boeren tijdens de Eerste Boerenoorlog. Hij was met Abraham Kuyper medeoprichter van de Nederlands Zuid-Afrikaanse Vereniging (NZAV). Deze vereniging werd in 1881 opgericht en Harting werd vanwege zijn doofheid, die een grotere activiteit verhinderde, erevoorzitter. Ondanks de tegengestelde levensbeschouwelijke opvattingen (Harting: agnost en liberaal; Kuyper: streng gereformeerd) konden ze samen door een deur.
Harting was agnost, een groot voorstander van crematie en een bestrijder van spiritisme en alcoholisme.
Zijn kennis op het gebied van de ondergrond gebruikte hij om aan te geven hoe de drinkwatervoorziening van Amsterdam verbeterd kon worden.
Popularisatie van wetenschappelijke kennis beschouwde Harting als een vanzelfsprekende taak van iedere wetenschapper. Hij bracht dit ook in praktijk door veel voor iedereen begrijpelijke artikelen te schrijven over moeilijke onderwerpen. Hij was met Willem Martinus Logeman en Douwe Lubach oprichter van het later populaire tijdschrift Album der Natuur ('Een werk ter verspreiding van natuurkennis onder beschaafde lezers van allerlei stand') waarin hij zeer vele populair-wetenschappelijke artikelen schreef. In hetzelfde licht moeten zijn inspanningen op het gebied van de bestrijding van schoolverzuim gezien worden. Hij zette zich hier samen met zijn broer Dirk Harting sterk voor in. Harting bleef ruim dertig jaar lid van de redactie van Album der Natuur. Hij schreef in 1885 een afscheidsartikel onder de titel 'Natuurkennis als opvoedingsmiddel; een afscheidswoord.' Het laatste artikel van zijn hand, over 'Het Eemdal en het Eemstelsel' verscheen kort daarna.
Harting was een van de eerste Nederlandse geleerden die de evolutietheorie aanvaardden. Hij correspondeerde met Darwin en werd beschouwd als een van de vurigste verdedigers van Darwins ideeën in Nederland.

## Werk

### Onderzoek
Harting publiceerde tijdens zijn tijd in Franeker al enkele artikelen over zijn microscopisch onderzoek van plantaardig en dierlijk weefsel.
Harting onderzocht op veel plekken in Nederland de ondergrond en werkte samen met Winand Staring bij het maken van de eerste geologische kaart van Nederland. Hartings onderzoek spitste zich toe op twee gebieden: de diepte van grondwater (hydrologie) en de opeenvolging van sedimentlagen aan de hand van microfossielen en mollusken (biostratigrafie). Hij onderzocht de ondergrond onder onder andere Amersfoort en Amsterdam en definieerde het tijdperk Eemien aan de hand van sedimenten en hun fossielinhoud in de Eemvallei.
Het hydrologisch onderzoek van Harting ging vooral uit naar de waterkwaliteit en de fysische processen van grondwaterstroming. Zijn poging de stijghoogte van grondwater te verklaren was niet helemaal correct, een paar jaar later zou dit de Fransman Henry Darcy met de naar hem genoemde wet wel lukken.
Verder deed Harting onderzoek in de zoölogie, botanie, etnologie en psychologie. Hij ontwierp naast microscopen een aantal apparaten: een hygrometer, een fysometer, een atmometer en een kefalometer.
Hij was de eerste die in 1872 biomineralisatie onderzocht en erin slaagde concreties uit calciumcarbonaat en eiwit te verkrijgen.

### Microscopie
De microscopie had Hartings speciale aandacht. Hij was heel geïnteresseerd in de historische ontwikkeling van de microscoop en de vervaardiging van lenzen, immersievloeistoffen, etc., en schreef daar verschillende artikelen en boeken over.
In Utrecht ontdekte hij de Van Leeuwenhoek microscoop en de Huygenslens. Hij bouwde ook zelf microscopen en groeide uit tot een internationaal expert op het gebied van de microscopie. Zijn boek Het Microskoop, waarin hij naast de techniek zowel biologische, scheikundige als mineralogische toepassingen van de microscoop beschreef, bleef lange tijd een standaardwerk. Het boek werd in verschillende talen vertaald, waaronder het Duits.
Als eerste in Nederland voerde Harting in Utrecht voor studenten een microscopie practicum in, waar zij zich met de apparatuur vertrouwd konden maken. Hij richtte daartoe een microscopisch laboratorium op, dat omstreeks 1850 tot het beste van Europa gerekend kon worden.
Veel van Hartings publicaties zijn geïllustreerd met tekeningen van zijn eigen microscopische preparaten. Voor metingen aan zijn microscopische studie-objecten voerde Harting in 1845 een nieuwe lengtemaat in: de millimillimeter (mmm). Deze maat werd later omgedoopt tot micron en nog later tot micrometer.

## Vernoemingen
In de Zuid-Afrikaansche Republiek werd naar Harting een plaats vernoemd: Hartingsburg. Deze plaats werd later door de Engelsen Warmbaths genoemd en tegenwoordig is de naam 'Bela Bela'.
In Nederland is één straat die vernoemd is naar Harting (de Hartingstraat in Utrecht). Onduidelijk is echter of deze straat naar Pieter Harting of naar een andere Harting vernoemd is.
Zowel in de geologie als in de biologie is Harting vernoemd. In de Nederlandse geologie bestaat de term 'Laag van Harting'. Dit is een organische laag aan de basis van veel mariene afzettingen met een Eemien ouderdom in het typegebied van dit interglaciaal.
In de biologie zijn ten minste twee diersoorten naam hem vernoemd: Architeuthis hartingii (Verrill, 1875), een pijlinktvissoort en Spisula hartingi (Spaink, 1958). De laatste soort werd beschreven uit mariene lagen uit het Eemien maar wordt nu beschouwd als een jonger synoniem van Spisula subtruncata (Halfgeknotte strandschelp).
- Author citation (botany): Harting
- Biografisch Portaal: 16514499
- CiNii: DA02113416
- Digitale Bibliotheek voor de Nederlandse Letteren: hart019
- Stuttgart Database of Scientific Illustrators 1450–1950: 2423
- Gemeinsame Normdatei: 117498742
- International Standard Name Identifier: 0000 0000 1035 9392
- Library of Congress Control Number: no2019085676
- Bibliotheek van het Japanse parlement: 00652446
- Nederlandse Thesaurus van Auteursnamen: 070075700
- SNAC: w6cz6t3f
- Système universitaire de documentation: 086702882
- Virtual International Authority File: 59863057
- WorldCat: E39PBJxcQYdVWjGXdP99PyhCQq